# アルセスト
アルセスト(Alcest)は、2000年にフランスで結成されたブラックメタルプロジェクト。シューゲイザーやポストロックの要素とブラックメタルを組み合わせることで、ブラックゲイズとも呼ばれるスタイルを提示した。

## メンバー

### 現在のメンバー
- ネージュ (Neige) (Vocal,Guitar,Bass,Keyboards)

1985年生まれ。Amesoeurs、Mortiferaなど多くのバンドで活動している。
- ヴィンターハルター (Winterhalter) (Drums)

### 旧メンバー
- Argoth (Bass)
- Aegnor (Guitar)

### ライブメンバー
- Indria (Bass)
- Zero (Guitar,Backing vocal)

## 来歴
2000年、フランスでNeigeによるソロプロジェクトとして発足。後にArgoth(Ba)とAegnor(Gt)が加入し、3ピースバンドとして活動を開始する。
2001年、Drakkar Productionsから4曲入りデモ『Tristesse Hivernale』をリリース。現在とは異なり、プリミティブブラックメタルに近い音楽性だった。しかし、この年にArgoth(Ba)とAegnor(Gt)が脱退。
2005年、EP『Le Secret』をリリース。このEPではドラムを含めてネージュがすべての楽器を担当していた。
2007年、Prophecy Productionsから1stアルバム『Souvenirs d'un Autre Monde』をリリースし、世界各所から絶大な名声を受ける。また、このアルバムは日本盤がQuince Recordsからリリースされた(現在は廃盤)。
2009年、ヴィンターハルター(Dr)が加入。現在のメンバー構成となる。
2010年、2ndアルバム『Écailles de Lune』をリリース。
2011年、2005年にリリースしたEP『Le Secret』に現在のメンバーで再録した音源を追加してリリース。
2012年、3rdアルバム『Les Voyages de l'Âme』をリリース。9月末にはVampilliaの主催する「いいにおいのする」シリーズのイベントで初の来日公演を行った。特に東京公演はソールドアウトとなる人気ぶりで追加公演がアナウンスされた。

## バンド名について
バンド名自体に特に意味はないが、アルセスト(Al-sest)という響きが音楽性に合うという理由で命名された。
クインス・レコーズやDisk Unionが発売した国内盤ではアルセという表記がされていたが、その後4thアルバムの国内盤ではアルセストという表記がなされている。Sighの川嶋によればこのスペリングで語末のstを発音しないのはフランス語でも稀であるという。

## コンセプトと音楽的特徴
Alcestのサウンドは、Neigeが幼少の頃から夢見てきた、『Faily Land』という空想世界への憧憬にコンセプトを持つ。その空想世界が他人に理解され辛いため、そうした心情を音楽として表現しているとNeigeは語る。歌詞はすべてフランス語で書かれているが、これは「なかなか英語では表せない細かい描写を伝えられるから」だという。
影響を受けたアーティストについて、Neigeはこう語っている。「Alcestは他のバンドから影響を受けていないと思っている。そのほうがどんなジャンルからも離れた、自由な世界観を醸し出せるから。」しかし、その一方で彼は普段よく聞くアーティストとして、ジョイ・ディヴィジョン、デッド・カン・ダンス、ザ・キュアー、デペッシュ・モード、そして90年代のノルウェイジャン・ブラックメタルを挙げ、「(Alcestが)あえて比較されるバンドがデッド・カン・ダンスなら嬉しい」と語っている。

## ディスコグラフィ

### スタジオアルバム
邦題はディスクユニオンより発売された日本仕様盤による。
- 2007年 - Souvenirs d'un Autre Monde - 別世界への追慕

楽曲Sur l'autre rive je t'attendraiではAmesoeursのAudrey Sylvainがゲストヴォーカルとして参加している。
- 2010年 - Écailles de Lune - 月鱗悲散
- 2012年 - Les Voyages de l'Âme - 魂魄の旅路
- 2014年 - Shelter - シュエルター
- 2016年 - Kodama
- 2019年 - Spiritual Instinct
- 2024年 - Les Chants de l'Aurore

### シングル
- 2011年 - Autre Temps
- 2013年 - Opale
- 2019年 - Protection
- 2019年 - Sapphire

### EP
- 2005年 - Le Secret

女性ヴォーカルが参加していると誤解されることが多いが、Neigeが一人で歌っている。2011年にリイシュー盤がリリースされた。
- 2019年 - Protection EP

### スプリット
- 2007年 - Aux Funérailles Du Monde / Tristesse Hivernale with Angmar
- 2009年 - Alcest / Les Discrets with Les Discrets

### ライブアルバム
- 2012年 - BBC Live Session

### デモ
- 2001年 - Tristesse Hivernale